# Adipato de sodio
El Adipato de sodio es una sal sódica del ácido adípico. En la industria alimentaria se emplea como regulador de acidez con la codificación: "E356".

## Propiedades
Se presenta en formato de polvo blanco. Su sabor salado puede hacerle sustituto de la sal. La sal de adipato sódico es procedente de un ácido de origen natural que se encuentra presente en hortalizas como la remolacha y el zumo de la caña de azúcar. En la actualidad se sintetiza de forma artificial.